# Anisopogon glabellus
Anisopogon glabellus là một loài ruồi trong họ Asilidae. Anisopogon glabellus được von Roeder miêu tả năm 1881.